# Claudio Pozzani
Claudio Pozzani (* 19. září 1961 Janov) je italský básník, vypravěč a hudebník.

## Kariéra
Básně Claudia Pozzaniho byly přeloženy a publikovány ve více než deseti zemích. Stal se také ředitelem janovského International Poetry Festival, kde působí od roku 1995. Navíc je také ředitelem takzvané ‘Stanza della Poesia’ (pokoj poezie) v Janově, organizující víc než 120 událostí s volným přístupem za rok. Spoluzaložil evropskou platfromu Versopolis pro začínající evropské nadějné básníky.Mimo Itálii pak zorganizoval hned několik událostí zaměřených na poezii, a to ve Francii, Belgii, Finsku, Německu, Rakousku či Japonsku.

## Dílo

### Poezie
- Saudade & Spleen, Editions Lanore, Paříž, 2000. (2ª edizione 2002) ISBN 2-85157-196-6
- Nuk di në se deti, Ideart Publishing, Tirana, 2005. ISBN 978-99943-720-0-3
- La Marcia dell'Ombra , Saari publishing, Tbilisi, 2009. ISBN 978-99940-60-70-2
- La Marcha de la sombra, Editorial de la Universidad de Costa Rica, Kostarika, 2010. ISBN 978-9968-46-221-1
- Cette page déchirée, Al Manar, Paríž, 2012. ISBN 978-2-36426-015-3
- Stveri k'aylert'y , Zangak publishing, Jerevan, 2013. ISBN 978-9939-68-157-3
- Vomité el alma, Liberodiscrivere, Janov, 2013. ISBN 978-88-7388-461-3
- Venti di Poesia, Libero di Scrivere, 2015. ISBN 9788899137311
- La Marcia dell'ombra, CVT Records, Janov, 2010. (CD e libro) (4) (5)
- Spalancati spazi – Poesie 1995 – 2016, Passigli Editore, 2017. ISBN 978-8836816170

### Antologie
- Ars Poetica 2004, Ars Poetica, Bratislava 2004. ISBN 978-809692-218-5
- Venere Şi Madonă, Editura Academiei Internationale Oriet-Occident, Bukurešť, 2005. ISBN 973-8430-21-6
- Poesia e pace, Thauma Edizioni, Pesaro, 2010. ISBN 978-88-903632-8-3
- Bona Vox, Jaca Book, Milán, 2010. ISBN 978-88-16-50272-7
- Voix Vives, Editions Bruno Doucey, Paříž, 2011. ISBN 978-2-36229-019-0
- Literary Ark 2011, Minister of Culture, Paříž, 2012. ISBN 978-99941-938-8-2
- Poesia en paralelo cero, El Angel Editor, Quito, 2013. ISBN 978-9978-384-47-3
- Les voix du poème, Editions Bruno Doucey, Paříž, 2013. ISBN 978-2-36229-042-8
- In the beginning was the word, Jerevan, Arménie, 2013. ISBN 978-99930-54-74-0
- Amori e guerra, ERGA, 2017. ISBN 978-8881639861

### Novely a krátké příběhy
- Racconti dai piedi freddi, Edizioni Genovese, 1986.
- Angolazioni temporali
- Kate et moi, Editions La Passe du Vent, Lyon, 2002. ISBN 2-84562-028-4
- L'orlo del fastidio. Appunti per una rivoluzione tascabile e infettiva, Liberodiscrivere edizioni, 2017. ISBN 978-8893390262

### Diskografie
- 1989 – Cinano Piacere mi chiamo Rosario (CNA)